# Protesten in Roemenië in 2017

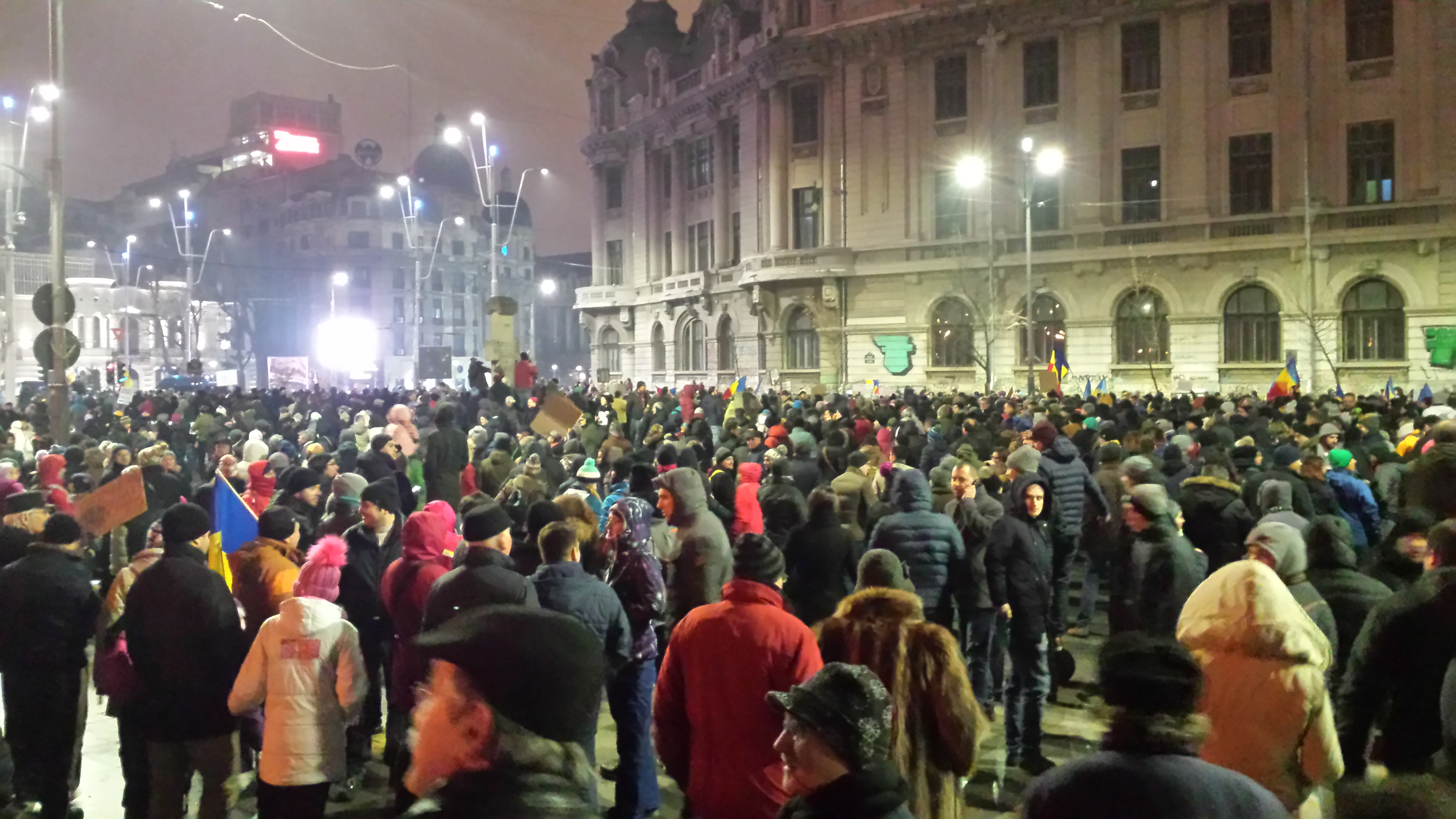
Demonstratie in Boekarest op 29 januari 2017

De protesten in Roemenië in 2017 richtten zich tegen de sociaaldemocratische regering van Sorin Grindeanu die na de parlementsverkiezingen van 2016 aan de macht kwam. Aanleiding tot de protesten was een noodwet van deze regering, die honderden politici en andere hooggeplaatsten dreigde te beschermen tegen vervolging voor corruptie. Deze protesten waren de grootste in het land na de Roemeense Revolutie van 1989.

## Voorgeschiedenis

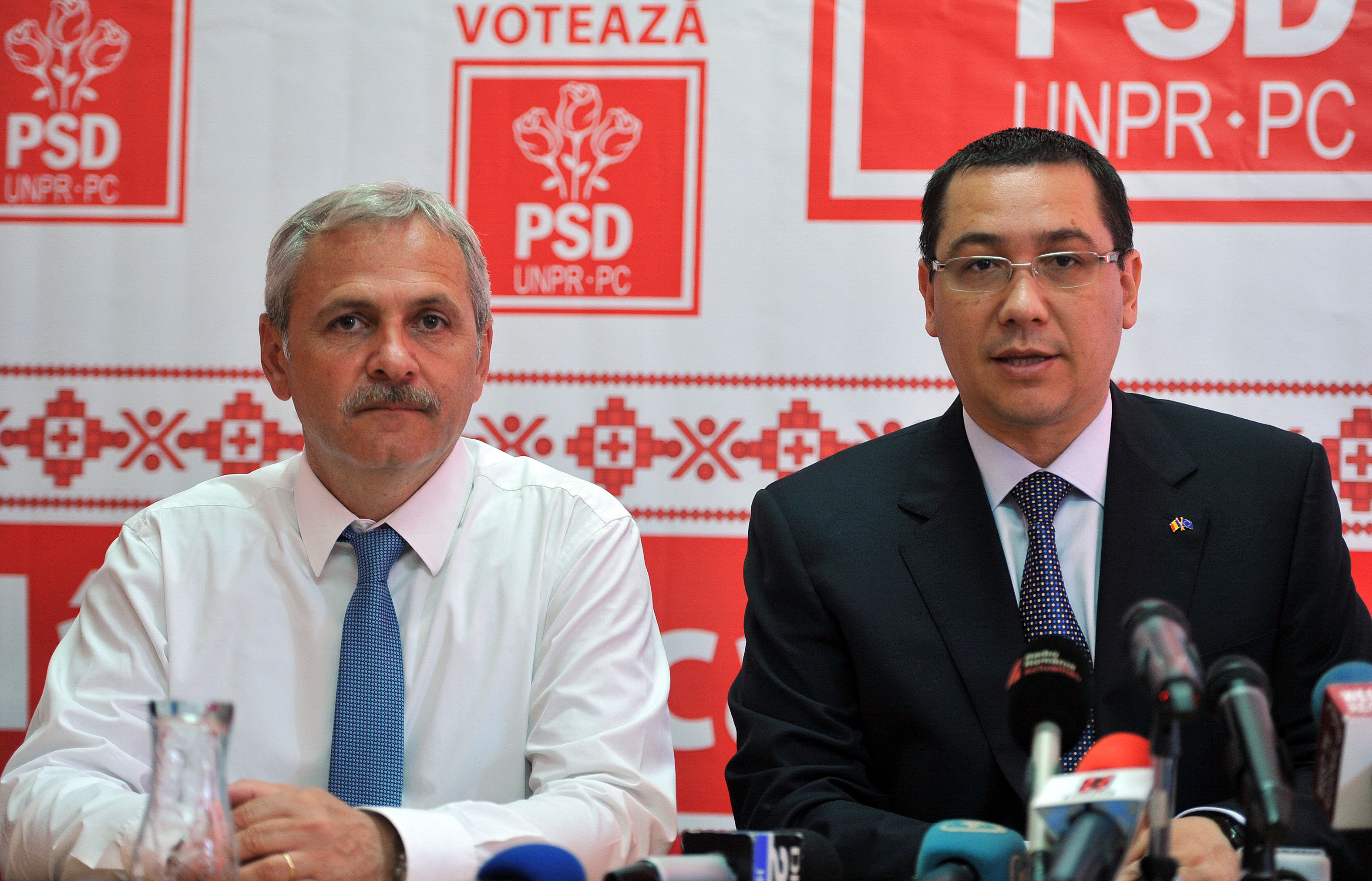
Liviu Dragnea (l.) en Victor Ponta (r.), 2014
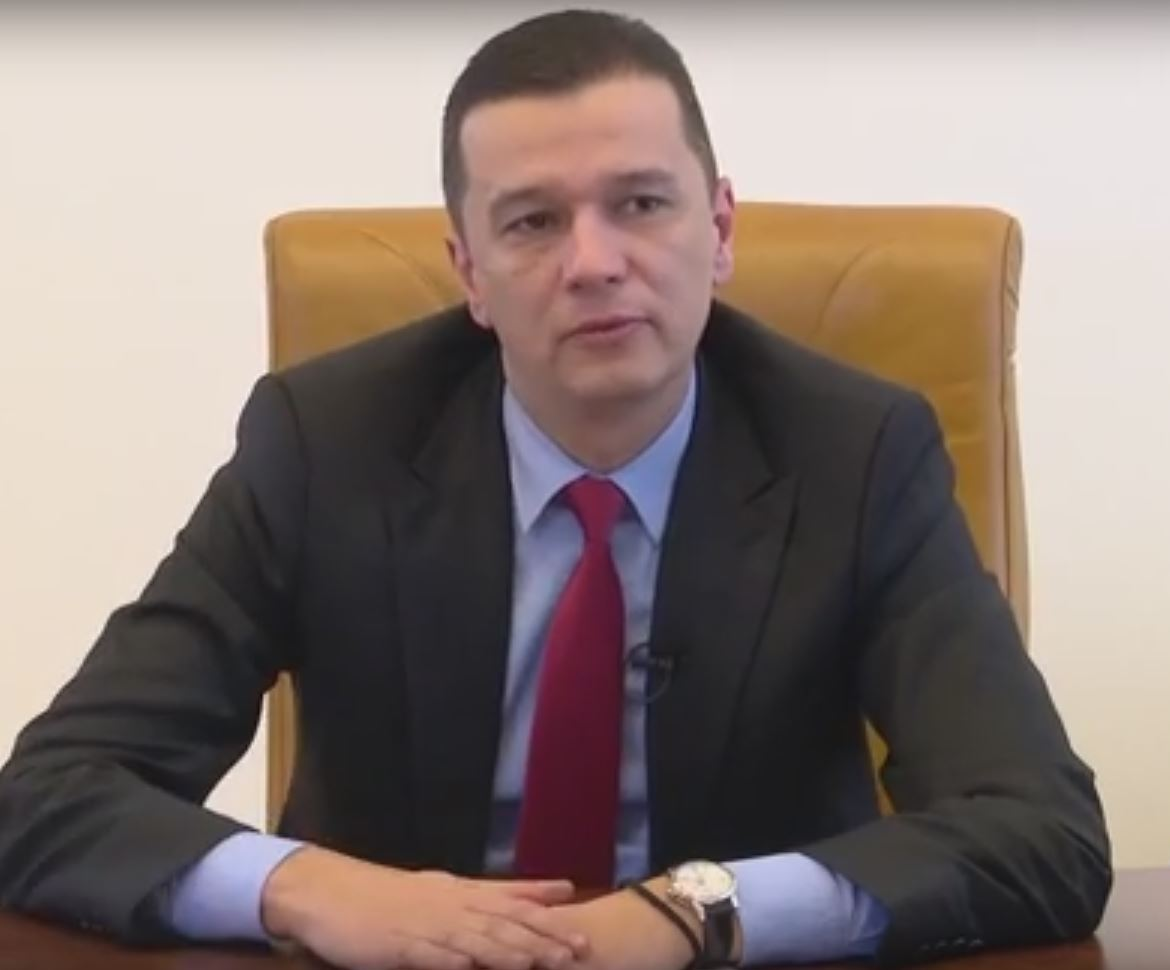
Sorin Grindeanu, 2015
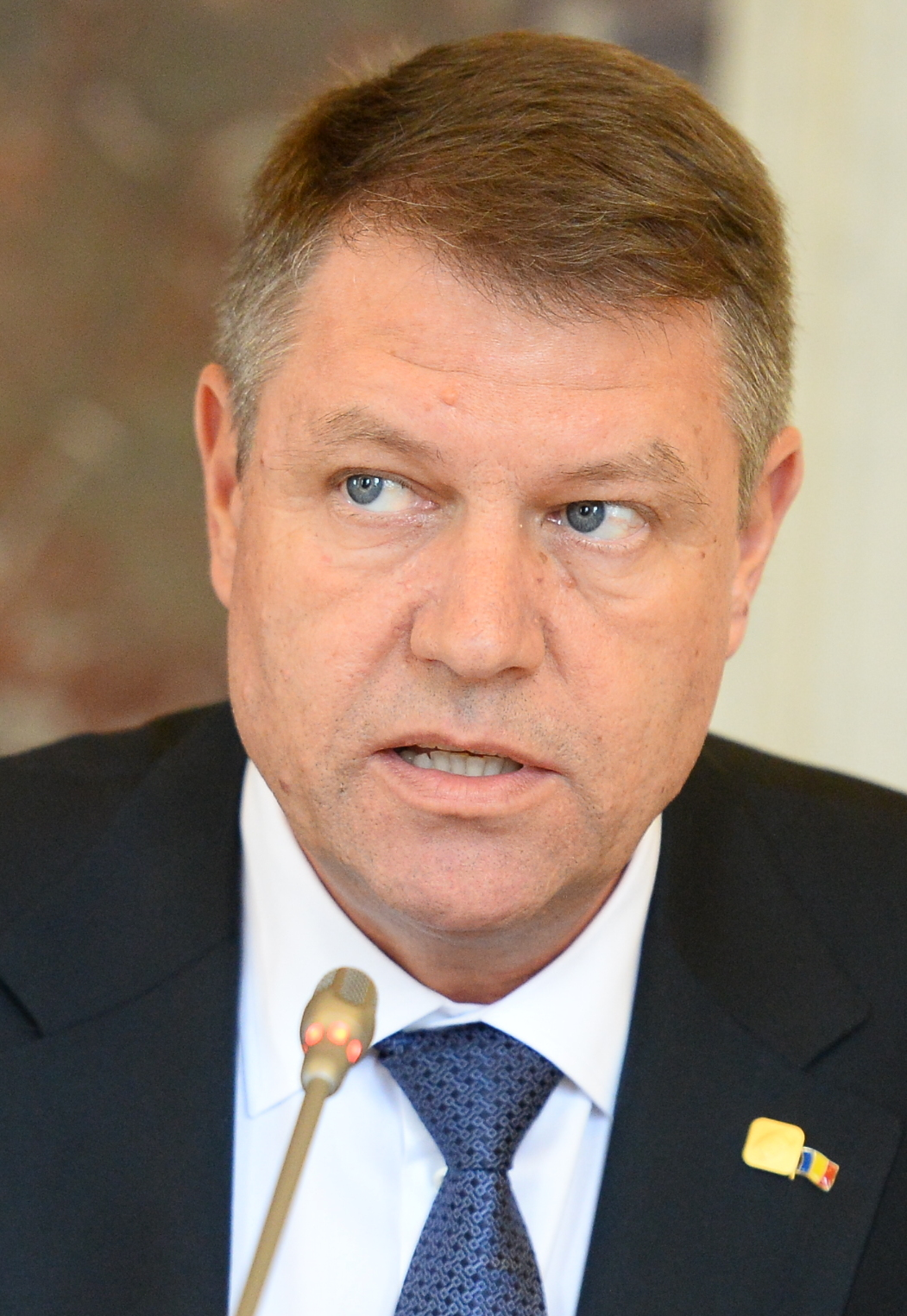
Klaus Johannis, 2015

Op 30 oktober 2015 kwamen bij een brand in de nachtclub Colectiv 64 mensen om het leven en raakten 147 mensen gewond. Uit de bijeenkomsten waarop de slachtoffers werden herdacht ontwikkelden zich demonstraties tegen de wijdverbreide corruptie en tegen de regering Ponta, die medeverantwoordelijk werden gehouden voor de ramp. In Boekarest alleen kwamen al 25.000 mensen op de been. Deze protesten leidden tot het aftreden van premier Ponta. Hij werd opgevolgd door technocratische overgangsregering onder premier Cioloș die tot januari 2017 regeerde.
Premier Ponta moest al eerder, op 12 juli 2015, zijn functie als partijvoorzitter van de Sociaaldemocratische Partij (PSD) neerleggen vanwege een lopend onderzoek tegen hem wegens corruptie. Als partijvoorzitter werd hij door Liviu Dragnea opgevolgd.
Bij de parlementsverkiezingen van 2016 haalde de PSD 45,4 procent van de stemmen bij een opkomst van 39 procent. President Klaus Johannis belastte de PSD met de vorming van een regering en gaf bij voorbaat aan dat hij geen politici met een strafblad in de regering zou dulden. Hiermee zette hij PSD-voorzitter Dragnea, die in 2016 veroordeeld was voor verkiezingsfraude, buitenspel. De PSD stelde samen met coalitiepartner ALDE op 21 december Sevil Shhaideh (PSD) als premier voor. Johannes wilde haar echter niet als premier. Sorin Grindeanu werd wel als premier geaccepteerd, maar wordt in de media gezien als marionet van Dragnea.

## Protesten
Kort na het aantreden van de regering Grindeanu ontstonden geruchten dat de regering een amnestiewet voorbereidde, waarmee corrupte politici en ambtenaren vrijuit zouden gaan, en dat de bevoegdheden van de nationale anticorruptieautoriteit zouden worden ingeperkt. Op 18 januari zat president Johannis, tegen de Roemeense gewoonte in, de wekelijkse ministerraad voor. Johannis verklaarde na de ministerraad dat er inderdaad een amnestiewet in voorbereiding was, maar dat de regering hem had verzekerd dat deze niet door zou gaan. Korte tijd later publiceerde het ministerie van justitie alsnog de details van de amnestieregeling, hetgeen op 22 januari leidde tot een protestdemonstratie in Boekarest met meer dan 10.000 deelnemers, waaronder de president. Een week later, op 29 januari, gingen in Boekarest meer dan 90.000 mensen uit protest de straat op en werd ook in andere steden in Roemenië geprotesteerd.
Ondanks de protesten werd door de regering plotseling laat in de nacht op 31 januari een noodwet ingediend om onder meer corruptie (ambstmisbruik en belangenverstrengeling) tot een grens van 200.000 lei (omgerekend 44.000 euro) niet meer te bestraffen met een hechtenis. Daarnaast bevatte de noodwet een amnestieregeling waarvan 2500 veroordeelden waaronder de partijleider van de regeringspartij zelf en vele andere prominenten zouden profiteren.
Na het bekend worden van de kabinetsbesluiten waren er weken lang dagelijks protesten in het land. De grootste protesten waren op 1 februari, toen er in het hele land 450.000 mensen op de been kwamen en op 5 februari, toen er in in totaal tussen de 500.000 tot 600.000 protesteerden waarvan de helft in Boekarest.
Op 5 februari trok de regering de noodverordening in, nog voor deze op 11 februari van kracht zou worden. In het parlement werd op 6 februari door de oppositiepartijen een motie van wantrouwen tegen de regering ingediend. Deze motie werd echter niet aangenomen.